# Баумгартен, Адольф
Адольф (Адди) Баумгартен (нем. Adolf "Addi" Baumgarten; 3 мая 1915, Гамбург — 2 октября 1942, Невель, Калининская область) — немецкий боксёр, представитель средней и полутяжёлой весовых категорий. Выступал за сборную Германии по боксу в 1936—1941 годах, четырёхкратный победитель национального первенства, серебряный призёр чемпионата Европы в Бреслау, участник летних Олимпийских игр в Берлине. Погиб в боях Второй мировой войны.

## Биография
Адольф Баумгартен родился 3 мая 1915 года в Гамбурге, Германия.
В детстве играл в футбол, учился на корабельного плотника. Занимался боксом в гамбургском спортивном клубе «Полицай».
Первого серьёзного успеха в боксе добился в сезоне 1936 года, когда стал чемпионом Германии в зачёте средней весовой категории, вошёл в основной состав немецкой национальной сборной и благодаря череде удачных выступлений удостоился права защищать честь страны на домашних летних Олимпийских играх в Берлине. В категории до 72,6 кг благополучно прошёл первых двоих соперников по турнирной сетке, швейцарца Альфреда Флёри и итальянца Бенито Тотти, тогда как в третьем четвертьфинальном бою по очкам потерпел поражение от норвежца Генри Тиллера, который в итоге стал серебряным призёром этого олимпийского турнира. В концовке сезона принял участие в матчевой встрече со сборной Ирландии в Белфасте, выиграв у ирландского боксёра Бойда.
В 1937 году защитил звание чемпиона Германии в среднем весе, принял участие в матчевой встрече со сборной Англии в Лондоне, уступив по очкам англичанину Уоллесу Паку, выступил на чемпионате Европы в Милане, где на стадии четвертьфиналов был остановлен голландцем Герхардусом Деккерсом.
В 1938 году вновь был лучшим в зачёте немецкого национального первенства, боксировал в двух матчевых встречах со сборной США в Чикаго и Миннеаполисе, проиграв Брукеру Беквиту и выиграв у Петри соответственно.
На чемпионате Германии 1939 года стал серебряным призёром, потерпев поражение в финале от Руди Пеппера из Дортмунда. При этом на европейском первенстве в Дублине уже в стартовом поединке был побеждён финном Вильо Сухоненом.
В 1940 году участвовал в матчевых встречах со сборными Словакии и Австрии.
В 1941 году стал чемпионом Германии в полутяжёлом весе, принял участие в матчевых встречах со сборными Швеции и Словакии.
На неофициальном чемпионате Европы 1942 года в Бреслау, проведённом с участием спортсменов из стран нацистского блока и нейтральной Швеции, завоевал серебряную медаль в категории до 72,6 кг. Также в это время отметился выступлением в матчевой встрече со сборной Италии в Риме, выиграв по очкам у итальянского боксёра Дуилио Спаньоло.
Вскоре Баумгартен был призван в вооружённые силы и отправился воевать на Восточном фронте Второй мировой войны. Участвовал в блокаде Ленинграда, погиб 2 октября 1942 года в боях под Невелем в Псковской области. Был похоронен друзьями по дороге в Витебск. Вероятно, до момента гибели воевал в составе 19-й танковой дивизии вермахта.